# Ringue

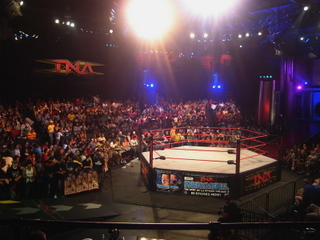
Ringue do TNA com 6 lados.

Um ringue é um tablado elevado a cerca de 1 metro do solo e cercado por cordas que delimitam os seus respectivos lados. É, portanto o local onde decorrem lutas desportivas como o boxe, Muay Thai, Kickboxing, Jiu-jitsu, Luta greco-romana, Luta livre entre outras modalidades de combate.
O ringue moderno é definido por uma plataforma elevada, um quadrado com um poste em cada canto em que quatro fileiras paralelas de cordas se conectam com um tensor. Ao contrário do ringue de Wrestling, o de boxe possui as cordas cerca de 91 centímetros para o interior, ou seja, o pavimento deve ter uma extensão mínima de 91 centímetros além das cordas. Os postes que se encontram nos cantos do ringue apresentam um diâmetro de 10 a 12,70 centímetros e devem estar sempre almofadados. A sua altura varia entre os 1,22 e 1,48 metros. O piso deve ser preenchido por qualquer tipo de amortecimento, como a borracha, tapete de borracha, ou algum material similar. A sua espessura varia entre os 2,5 e 3,7 centímetros. Por conseguinte, o preenchimento deve ser coberto com uma lona específica.
Um ringue de boxe tem sempre 4 cantos. Já no de luta livre, é utilizado um rigue em forma de um hexágono, ou seja, um anel de 6 lados e 6 cantos. No mundo do MMA, o ringue foi usado pelos eventos Pride FC, DREAM, Pancrase e Shooto.

## Cages

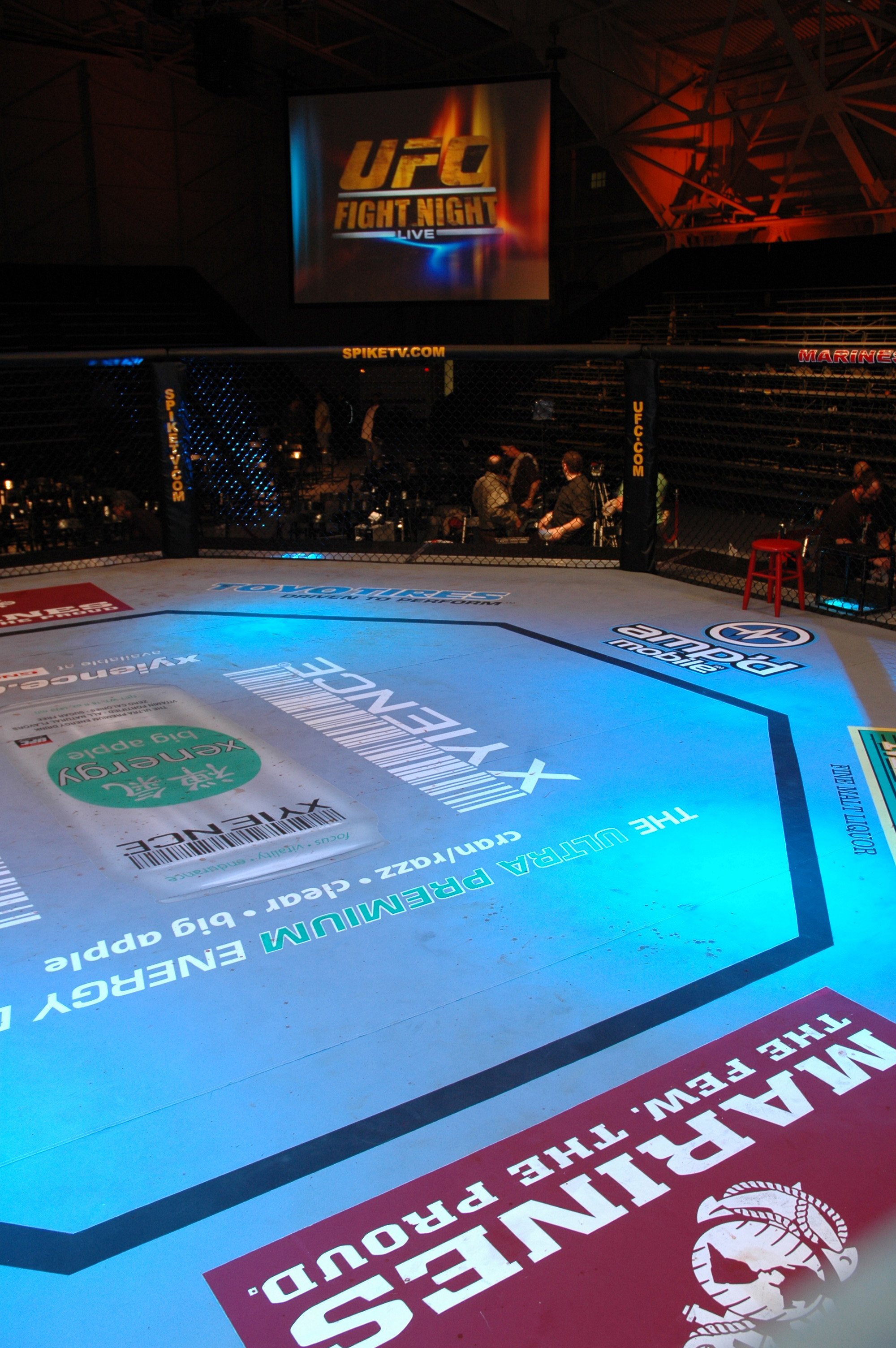
O "Octagon" é o cage usado no UFC.

Cage é como é chamado o ringue usado em eventos de MMA.
A diferença entre o ringue e o cage é que, enquanto os primeiros são quadriláteros pequenos cercado por cordas, os cages são áreas de luta muito maiores cercadas por grades rígidas. Segundo o potiguar Patricky “Pitbull” Freire, lutador de MMA, “num ringue, é muito mais difícil definir uma estratégia certa. Como não há a grade, é mais difícil derrubar o adversário. No cage, é possível encurralar o cara na grade, empurrá-lo e se embolar de algum jeito.”

### Variações decages
- Hexágono - Usado no extinto evento Strikeforce. Possui seis lados[3];
- Octógono, ou Octagon - É o mais conhecido dos cages, por ser usado nos eventos do UFC. Possui oito lados[3];
- Decágono - Usado no evento Max Fight. Possui dez lados[3];
- Cages Redondos ou Cages Sem Quinas - Usado no Bellator e no Jungle Fight. Não possui quinas[3].

Segundo Patricky “Pitbull” Freire, o cage redondo força mais o atleta: “A gente se movimenta melhor no cage redondo, porque não há quinas para interceptar o movimento. Porém, por causa disso, é mais cansativo lutar num cage redondo do que num octógono ou hexágono.”

### Ringue x cage
A principal vantagem do ringue em relação ao cage é a visibilidade para quem está de fora, já que a grade atrapalha a visão de quem está sentado nas cadeiras próximas à luta.
Já a vantagem do cage em relação ao ringue está no fato de que o combate não precisa ser interrompido para voltar ao centro, para os atletas não caírem para fora da área de luta, e também os atletas poderem segurar nas cordas ou utilizarem-nas para escapar. No Brasil, o Grupo Star Fit já lançou ao menos três diferentes tipos de ringue: ringue tradicional de plataforma, ringue de solo e os ringues modelo tailandês.

## Cage-ringue
Cage-ringue é como é chamado o ringue usado no evento russo de MMA M-1 Global. Ele é formado pelas cordas do ringue, mas abaixo da última corda há uma grade, como as dos cages, não permitindo assim que o lutador caia para fora do tablado.